# Айналы-Кавакская конвенция
Айналы-Кавакская конвенция, Константинопольская конвенция 1779 года — соглашение, заключённое 10 (21) марта 1779 года представителями Российской империи и Османской империи в султанском дворце Айналы Кавак на берегу пролива Босфор. Посвящена в основном проблеме Крыма.
Провозглашенный Кючук-Кайнарджийский мир 1774 года оказался шатким. Османская империя, опираясь на условия договора, разными средствами пыталась реализовать свои интересы в отношении Крыма, Российская империя, также опираясь на договор, — окончательно вытеснить Османскую империю из Крыма и, обладая ключом к Чёрному морю, продвигаться дальше на Балканы и Кавказ. Соперничество Российской империи и Османской империи обострялось. Вероятность новой широкомасштабной русско-турецкой войны становилась все реальнее. Используя серьезные внутренние трудности Османской империи, российская дипломатия при активном содействии Королевства Франция и её посла в Стамбуле успешно завершила переговоры с Османской империей.
Условия конвенции охватывали широкий круг проблем: Османская империя разрешила проход через Черноморские проливы (Босфор и Дарданеллы) российским торговым кораблям такого же тоннажа, как английские и французские, которые уже имели такое право; подтвердила взятые по Кючук-Кайнарджийскому договору обязательства не препятствовать отправлению христианских обрядов в Молдавском княжестве и Валахии, а также предоставления российскому послу в Стамбуле права заступиться за единоверцев на этих территориях.
Османская империя обязывалась отпустить запорожских казаков, которые после разрушения Запорожской Сечи (1775) отправились в Османскую империю, но пожелали бы воспользоваться амнистией, провозглашенной императрицей Екатериной II, и переселить на правый берег Дуная тех, кто откажется от амнистии. Российская империя склонила крымского хана добровольно отказаться от земель между Днестром, Южным Бугом, польской границей и Чёрным морем, за исключением поселений, которые образовывали Очаковский уезд.
Османская империя признала крымским ханом ставленника Российской империи Шахин-Герая. Османская империя обязалась не претендовать на гражданскую и политическую власть крымскотатарских ханов под предлогом «духовной связи и влияния». Российская империя в ответ согласилась на то, чтобы крымские ханы после их избрания посылали в Стамбул своих представителей «по установленной раз и навсегда примерной форме с торжественным признанием в лице султанской верховного халифа, с просьбой… его духовного благословения». В таком случае «благословенная грамота» давалась Османской империей «без минимального осложнения и отговорок». Обе стороны должны были вывести войска с Крымского и Таманского полуостровов в трехмесячный срок, а с Кубани — через три месяца и 20 дней.
Айналы-Кавакская конвенция возобновила шаткий мир между империями. Однако вскоре Османская империя прибегла к попыткам усилить свои позиции в Крыму. Квалифицируя действия Османской империи как нарушение условий Кючук-Кайнарджийского мира и Айналы-Кавакской конвенции, Екатерина II указом от 8 (19) апреля 1783 года присоединила Крым к Российской империи.